# 무사 나스투예우
무사 무하메도비치 나스투예우(우크라이나어: Мусса Мухамедович Настуєв, 러시아어: Мусса Мухамедович Настуев 무사 무하메도비치 나스투예프[*], 1976년 1월 22일~)는 러시아 태생 우크라이나의 전직 유도 선수이다. 2004년 하계 올림픽 남자 하프라이트급에 참가했으며 세계 선수권 대회에서 은메달 1개를 획득했다.